# 科森角
科森角（英語：Cape Torson）是南極洲的海岬，位於威廉二世地，處於波薩多夫斯基灣東部，根據美國海軍拍攝的空中照片繪入地圖，現時由南極條約體系管理。